# Jan Holický
Jan Holický (* 15. ledna 1974 Teplice) je bývalý český alpský lyžař, který za československou a posléze českou reprezentaci závodil v letech 1991–2004.
Startoval na Zimních olympijských hrách 2002 v Salt Lake City, kde se v kombinaci umístil na 20. místě a ve sjezdu na 46. místě; třetí disciplínu, slalom, nedokončil. Světových šampionátů se zúčastnil v letech 1999 (Vail, USA) a 2001 (St. Anton, Rakousko), jeho největším úspěchem bylo 9. místo v kombinaci na MS 2001. Je čtyřnásobným mistrem České republiky a juniorským mistrem ČSFR. Po ukončení sportovní kariéry působí v České televizi jako spolukomentátor lyžařských závodů. Zároveň podniká a pod hlavičkou Holickyteam je trenérem alpských disciplín.